# Callopistromyia annulipes
Callopistromyia annulipes är en tvåvingeart som först beskrevs av Macquart 1855.  Callopistromyia annulipes ingår i släktet Callopistromyia och familjen fläckflugor. Inga underarter finns listade.